# 데이비드 브론스타인

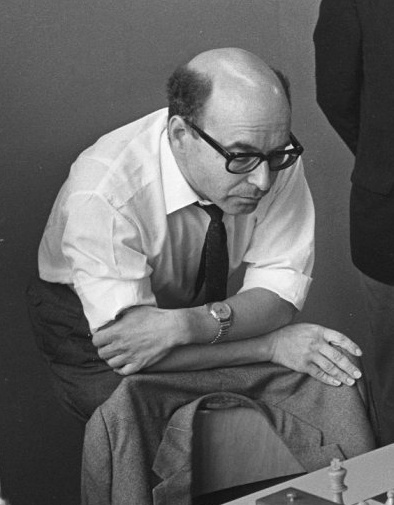
데이비드 브론스타인

데이비드 브론스타인(David Bronstein, 1924년 2월 19일 ~ 2006년 12월 5일)은 소련의 체스 그랜드마스터였다.

## 같이 보기
- 대국 시계